# Pawelec
Pawelec [pronunciación en polaco: /paˈvɛlɛt͡s/] es un asentamiento ubicado en el distrito administrativo de Gmina Lubichowo, dentro del condado de Starogard, Voivodato de Pomerania, en el norte de Polonia. Se encuentra a unos 7 kilómetros al sur de Lubichowo, a 20 kilómetros al suroeste de Starogard Gdański, y a 64 kilómetros al sur de la capital regional Gdańsk.